# Jacques-Philippe Vendroux
Pour les articles homonymes, voir Jacques Vendroux et Vendroux.
Jacques-Philippe Vendroux, né le 29 mai 1925 à Paris et mort le 20 décembre 2002 à Paris,, est un haut fonctionnaire et homme politique français qui fut député de Saint-Pierre-et-Miquelon.

## Biographie
Il est le fils de Jacques Vendroux, ancien député de Calais, et le neveu d'Yvonne de Gaulle (née Vendroux), épouse de Charles de Gaulle, et le petit-fils de Camille Bellaigue.
Chargé de mission au cabinet de Maurice Herzog, secrétaire d'État à la jeunesse et aux sports (1962-1966), puis de Michel Debré au ministère de l'Économie et des Finances (1966-1967), il devient après 1973 directeur de l'Office de coopération et d'accueil universitaire.
Il est député UDR de  la circonscription de Saint-Pierre et Miquelon de 1968 à 1973 (IVe législature).
Il est le père du journaliste sportif Jacques Vendroux.